# Onobrychis acaulis
Onobrychis acaulis är en ärtväxtart som beskrevs av Joseph Friedrich Nicolaus Bornmüller. Onobrychis acaulis ingår i släktet esparsetter, och familjen ärtväxter. Inga underarter finns listade i Catalogue of Life.